# Elvis Santiago Vásquez
Elvis Santiago Vásquez (* Pimampiro, Ecuador, 23 de julio de 1991). es un futbolista ecuatoriano que juega de delantero en el Macará de la Serie B de Ecuador.

## Clubes
| Club              | País    | Año           |
| ----------------- | ------- | ------------- |
| Valle del Chota   | Ecuador | 2009-2010     |
| América de Quito  | Ecuador | 2011          |
| Valle del Chota   | Ecuador | 2012          |
| Teodoro Gómez     | Ecuador | 2013          |
| Atlético Tulcán   | Ecuador | 2014          |
| Deportivo Otavalo | Ecuador | 2015          |
| Macará            | Ecuador | 2016-presente |

## Palmarés

### Campeonatos nacionales
| Título  | Club   | País    | Año  |
| ------- | ------ | ------- | ---- |
| Serie B | Macará | Ecuador | 2016 |